# Shimun XIV Shlemon
Shimun XIV Shlemon (Qodchanis, ... – Qodchanis, 1740) è stato un vescovo cristiano orientale siro, patriarca della Chiesa d'Oriente della linea di Shimun dal 1700 al 1740.

## Biografia
Poche sono le informazioni su questo patriarca orientale. Secondo le tradizionali cronotassi dei patriarchi della Chiesa d'Oriente, succedette nel 1700 a Shimun XIII Denha e morì nel 1740 nella residenza patriarcale di Qodchanis. È storicamente documentato in alcuni colophon datati dal 1724 el 1731. Secondo alcune cronotassi alternative, il suo patriarcato sarebbe terminato nel 1717.
Alla sua morte, la Chiesa d'Oriente fu affidata a Shimun XV Mikhail Mukhtas, parente del patriarca defunto. Infatti, secondo il principio dell'ereditarietà, la sede patriarcale era affidata al Natar kursya, successore designato del patriarca regnante, che era sempre un suo parente prossimo.